# Diplotoxa lineata
Diplotoxa lineata är en tvåvingeart som beskrevs av Malloch 1931. Diplotoxa lineata ingår i släktet Diplotoxa och familjen fritflugor. Inga underarter finns listade i Catalogue of Life.